# Alfredo Capelli
Alfredo Capelli (Milano, 5 agosto 1855 – Napoli, 28 gennaio 1910) è stato un matematico italiano.

## Biografia
Dopo la laurea conseguita nel 1877 alla Sapienza - Università di Roma, si spostò all'Università degli Studi di Pavia dove lavorò come assistente di Felice Casorati. Nel 1881 divenne professore all'Università degli Studi di Palermo, prendendo il posto di Cesare Arzelà, da poco trasferitosi a Bologna. Nel 1886 si spostò ancora all'Università degli Studi di Napoli Federico II, dove ottenne la cattedra in algebra. Sostituto a Palermo da Ernesto Cesaro, rimase a Napoli fino alla morte, avvenuta nel 1910.
Dal 1894 fu direttore del Giornale di matematiche, fondato da Giuseppe Battaglini.
Fu socio dell'Accademia nazionale dei Lincei e dell'Istituto Lombardo Accademia di Scienze e Lettere.
Si distinse nello studio della teoria delle forme e delle equazioni algebriche e per il teorema sulle soluzioni di sistemi di equazioni lineari, che porta il suo nome insieme a quello del matematico francese Eugène Rouché.

## Opere
- Corso di analisi algebrica con Giovanni Garbieri, Padova, ed. F. Sacchetto, 1886
- Lezioni di algebra complementare ad uso degli aspiranti alla licenza universitaria, Napoli, ed. Pellerano, 1895
- Necrologio di Raffaele Rubini, Annuario scolastico della R. Università. di Napoli, anno 1890-1891
- Francesco Brioschi: cenno necrologico, Napoli, 1897
- Istituzioni di analisi algebrica, Napoli, ed. Pellerano, 1902
- Lezioni sulla teoria delle forme algebriche, Napoli, ed. Pellerano, 1902